# Лиманне (Євпаторійський район)
Лима́нне (до 1945 року — Тюп-Мамай; крим. Tüp Mamay) — село Євпаторійського району Автономної Республіки Крим.